# Костюмер (п'єса)
«Костюмер» (англ. The Dresser) — п'єса у двох діях Рональда Гарвуда, поставлена у Вест-Енді та на Бродвеї 1980 року, яка розповідає історію особистого асистента старіючого актора, який намагається підтримувати порядок у житті своєї підопічної.
Рональд Гарвуд заснував п'єсу на власному досвіді роботи костюмером англійського шекспірівського актора-менеджера сера Дональда Вулфіта, який є прототипом персонажа «Сера» у п'єсі.

## Дійові особи
- Норман
- Сер Джон
- Міледі
- Медж
- Айрін
- Джефрі Торнтон
- Містер Оксенбі
- Два лицарі, Глостер, Кент

## Сюжет
У січні 1942 року в провінційному англійському театрі гастролююча трупа збирається поставити п'єсу зі свого шекспірівського репертуару, але літній менеджер, Сер, переживає нервовий зрив. Міледі, головна акторка, та його дружина, Медж, режисерка, та всі його колеги вельми стурбовані, зокрема через те, що на цей показ продано весь зал. Проте Норман, його асистент, переконаний, що він може вирішити і цю проблему.
Насправді, Норман, який був поруч із Сером багато років, не лише той, хто одягає, знімає та доглядає за його сценічними костюмами, але й набагато більше: він його особистий асистент, його довірена особа, громовідвод для його спалахів гніву проти всього і всіх, єдиний, хто терпить і з любов'ю приймає примхи та істерики Сера. Він допомагає йому з гримом, з їжею, з репетицією його реплік і, мабуть, «прикривав» його щоразу, коли той залицявся до молодої акторки. І справді, з великим терпінням, між чаєм, джином та благаннями, Норман допомагає старому актору стати на ноги та переконує його готуватися до сцени, тим самим рятуючи виставу: сьогодні ввечері черга «Короля Ліра», і Норману доводиться наполегливо працювати, бо Сер починає гримуватися для Отелло, а потім стверджує, що не пам’ятає перших реплік, незважаючи на сотні показів; він також хвилюється через те, що йому доведеться піднімати Міледі у сцені смерті Корделії, і він оплакує акторів трупи, стверджуючи, що через війну залишилися лише старі, інваліди та геї… Ніби цього було недостатньо, він згадує «Макбета», термін, який британські театрали вважають невдачею.
У будь-якому разі, попри все – і попри попередження про авіаналіт про подальші нацистські бомбардування – вистава починається: за лаштунками Норман із техніками стежать за виставою, чують оплески, які Серу все ж таки вдається викликати. На сцену бурі за лаштунками об'єднуються всі, щоб запустити механізми зі створення спецефектів.
Після вистави, насолодившись сценічними оваціями, виснажений Сер влаштовується у своїй гримерці, де показує Норману зошит, у якому почав писати свою автобіографію: насправді є лише присвята, довгий список людей та служб, яким Сер висловлює свою вдячність. Але Нормана серед них немає, і той протестує. Сер, однак, не чує його; здається, він раптово заснув: Норман трясе його і розуміє, що він мертвий…

## Театральні постановки
Велика Британія
П'єсу вперше було представлено 6 березня 1980 року у Королівській біржі Манчестера та перевели до театру Квінз у Лондоні 30 квітня 1980 року, де Фредді Джонс зіграв роль «Сера», та Том Кортні – роль Нормана. П'єса була номінована на найкращу п'єсу Премії Товариства театру Вест-Енду (тепер відому як премія Лоуренса Олів'є) за 1980 рік. У 2016 році постановка, режисером якої був Шон Фолі, за участю Кена Стотта та Ріса Ширсміта, відбулася в таких театрах, як театр «Дюк Йоркський» у лондонському Вест-Енді.
Італія
П'єса потрапила до Італії у сезоні 1980-1981 років завдячуючи Умберто Орсіні, який придбав права на постановку. Вистава відбулася 31 жовтня 1980 року у театрі Рінноваті в Сієні у перекладі Мазоліно Д'Аміко у постановці Габріеле Лавіа. Головні ролі виконав сам Умберто Орсіні, роль «Сера» зіграв Джанні Сантуччо.
Дванадцять років потому роль Сера взяв на себе Турі Ферро, режисером вистави виступив його син Гульєльмо разом із П'єро Самматаро. П'єсу було відроджено у 2004 році із Нандо Гаццоло (Сер) та П'єтро Лонгі (Норман), а також у 2012 році із Франко Бранчіаролі (Сер).
Бродвей
П'єса була прем'єрно поставлена у театрі Брукса Аткінсона 9 листопада 1981 року та пройшла 200 вистав, де Том Кортні повторив свою роль Нормана, а Пол Роджерс – «Сера», оскільки правила профспілки забороняли Фредді Джонсу повторювати цю роль. П'єса була номінована на премію «Тоні» 1982 року за найкращу п'єсу, найкращого актора у п'єсі (Том Кортні) та премію Drama Desk за видатного актора у п'єсі (Пол Роджерс).
Росія

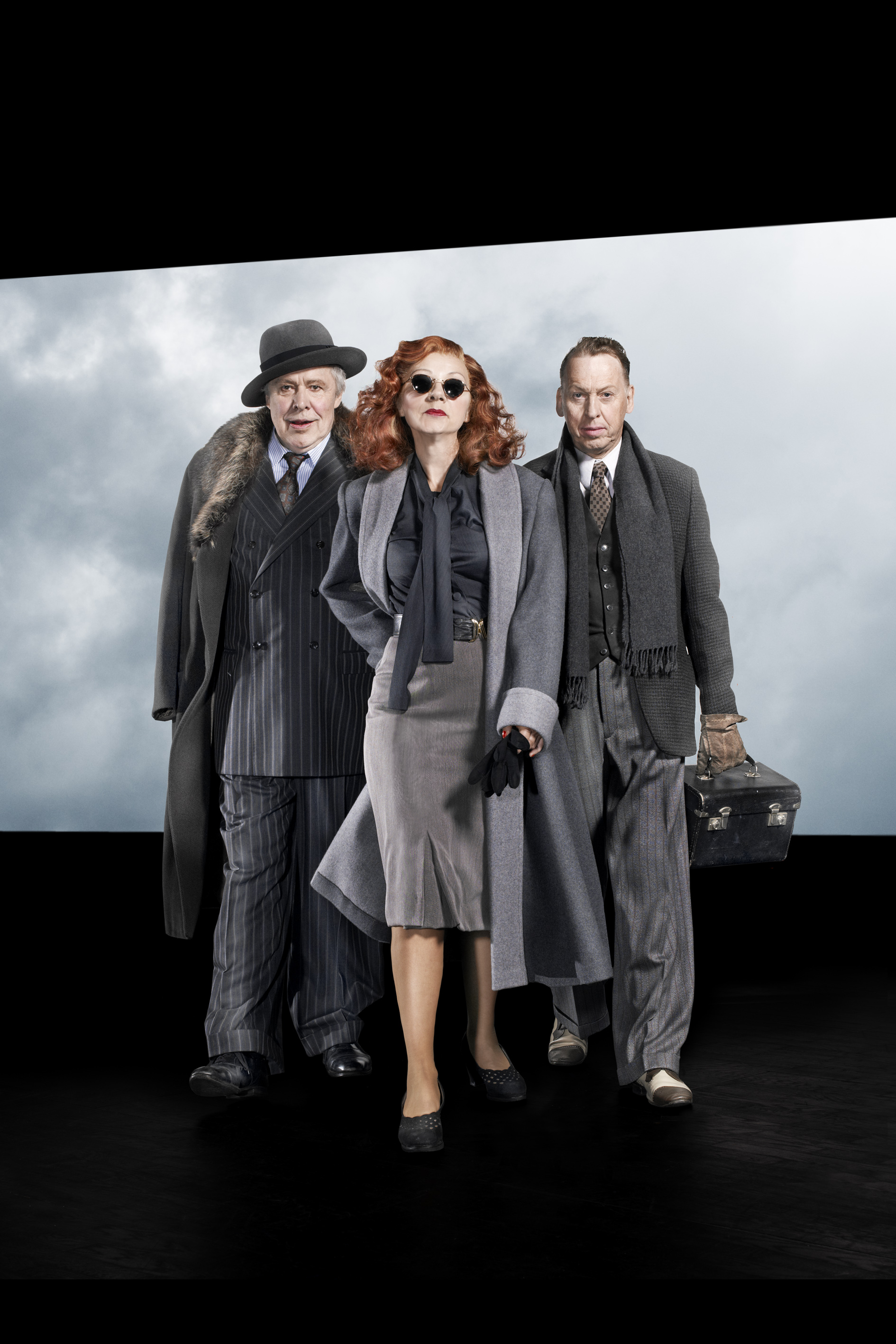
Свен Вольтер, Марі Деллеског та Томас фон Бремссен у постановці «Костюмер» Гетеборзького міського театру, 2011

1986 року версія п'єси була поставлена на сцені Московського театру ім. Марії Єрмолової із Зіновієм Гердтом, Всеволодом Якутом та Наталією Архангельською у головних ролях. Режисер – Євген Арьє. 2017 року режисер Олексій Утеганов поставив виставу «Костюмер» у Театрі ім. Віри Комісаржевської із Іваном Краско, Анастасією Мельниковою, Оленою Симоновою, Валентиною Паніною, Євгеном Івановим та іншими.
Швеція
У Швеції п'єсу було поставлено у Стокгольмському міському театрі (2005) в режисесурі Рікарда Гюнтера та Гетеборзькому міському театрі (2011) у режисурі Єви Бергман. В обох постановках роль сера Джона виконав Свен Воллтер. У Стокгольмі Нормана грав Йохан Рабеус, у Гетеборзі – Томас фон Бремссен. Єва Дальман присвятила свою постановку Гете Еріксону, який помер у 2011 році та багато років був асистентом і повноправним виконавцем Карла Герхарда.
У 2001 році у Королівському драматичному театрі відбулася репетиція постановки «Костюмера» у постановці Торстена Флінка. Роль сера Джона мав зіграти Кеве Єльм, але захворів. Прем'єру кілька разів переносили, і зрештою постановку скасували. Була проведена оглядова вистава, в якій асистент режисера Ганнес Мейдал читав роль сера Джона. Нормана зіграв Ян Мальмше.
Шведський переклад зробив Ганс Альфредсон.

## Кіно-, теле- та радіоадаптації
П'єса була адаптована як однойменний фільм 1983 року за сценарієм Гарвуда. Режисером виступив Пітер Єйтс. У головних ролях зіграли Альберт Фінні у ролі «Сера», Том Кортні у ролі Нормана, Зена Вокер у ролі «Її світлості», Ейлін Аткінс у ролі Медж та Едвард Фокс у ролі Оксенбі. Фінні та Кортні були номіновані на премії «Оскар», BAFTA та «Золотий глобус» за свої акторські зйомки, а Том Кортні отримала премію «Золотий глобус» за найкращу чоловічу роль – драматичний фільм, розділивши нагороду із Робертом Дювалем у фільмі «Ніжне милосердя».
У Радянському Союзі 1987 року вийшов фільм-вистава режисерів Євгена Арьє та Аліни Казьміної, екранізація постановка Московського театру ім. Марії Єрмолової 1986 року. У головних ролях зіграли Зіновій Гердт, Всеволод Якут, Наталія Архангельська, Тетяна Щукіна, Тетяна Аргунова, Володимир Васильєв, Микола Макєєв.
Телевізійна версія для BBC була показана у Великій Британії 31 жовтня 2015 року. Річард Ейр зняв Ентоні Гопкінса у ролі «Сера», Ієна Мак-Келлена у ролі Нормана, та Емілі Вотсон у ролі «Її світлості», Сару Ланкашир у ролі Медж. Актор Едвард Фокс у цій версії зіграв літнього актора Торнтона (у версії 1983 року він грав похмурого Оксенбі).
Радіоадаптація для BBC Radio 4 вийшла в ефір 11 грудня 1993 року. Її адаптував та зрежисував Девід Блаунт. Фредді Джонс зіграв сера, Майкл Пелін – Нормана.